# Aeroporto de Campos dos Goytacazes
O Aeroporto de Campos dos Goytacazes ou Aeroporto Bartolomeu Lysandro ou Aeroporto Bartolomeu Lisandro (IATA: CAW, ICAO: SBCP) está situado no município de Campos dos Goytacazes, região Norte do estado do Rio de Janeiro.
Foi inaugurado em 19 de outubro de 1952, em área adquirida pela prefeitura, e idealizado pelo então deputado federal Bartolomeu Lysandro de Albernaz, que também era usineiro. Antes, o pouso de aeronaves na cidade era feito em terrenos de difícil acesso. Em 1987, a Infraero assumiu a administração do aeroporto por determinação do Ministério da Aeronáutica.
Hoje a característica marcante do Aeroporto Bartolomeu Lysandro é o grande potencial para essas operações offshore, pois, o advento da exploração de petróleo na camada do pré-sal tem atraído investidores de várias regiões do País e do exterior, com isso há uma tendência a atrair também outras empresas aéreas de voos regulares.
Devido ao intenso movimento do aeroporto, a Infraero tem tomado medidas para a melhoria da unidade aeroportuária. Estão concluídas a revitalização da pista de pouso e decolagem e a instalação das torres de iluminação do pátio. Foram realizadas obras de adequação do terminal de passageiros para receber a aeronave de voo regular ATR 72-500 (aeronave com capacidade para até 72 passageiros), com aquisição do aparelho scanner raio-x com pórtico detector de metais e acessórios para o canal de inspeção, assim como adequação de efetivo para compor o canal de inspeção de passageiros e bagagens de mão.
Em convênio assinado em 11 de outubro de 2013, através das portarias 189 e 152 da Secretaria de Aviação Civil da Presidência da República, foi delegada à Prefeitura Municipal de Campos dos Goytacazes a administração do Aeroporto Bartolomeu Lysandro por 35 anos.
Em 2014 a Infraero realizou obras de aplicação de macrotextura e pintura da sinalização horizontal e instalação de novas torres de iluminação do pátio de estacionamento de aeronaves.
A Infraero permanece administrando o aeroporto com objetivo de promover sua transição para a Prefeitura de Campos que, a partir de 01 de outubro de 2015, assumiu definitivamente o gerenciamento do local.

## Acidentes e incidentes
Em 25 de fevereiro de 1960, um Douglas DC-3 da Real Transportes Aéreos fazia a rota Campos dos Goytacazes-Santos Dumont, quando colidiu no ar sobre a Baía de Guanabara, próximo ao Pão de Açúcar, com um Douglas R6D-1 (DC-6A) da Marinha dos Estados Unidos, que saiu de Ezeiza, em Buenos Aires, para Base da Força Aérea do Galeão, no Rio de Janeiro.
As causas prováveis do acidente são disputadas, mas incluem erro humano ou de algum equipamento defeituoso. Todos os 26 passageiros e tripulantes da aeronave brasileira morreram. Dos 38 ocupantes da aeronave americana, apenas 3 sobreviveram.

## Complexo aeroportuário
Sítio aeroportuário
- Área: 949.114,04 m²

Terminal de passageiros
- Área: 959 m²
- Capacidade do estacionamento: 50 vagas.
- Estacionamento de aeronaves número de posições: 6
- NÃO POSSUI Esteira para bagagens
- Possui Lancheria
- Balcões de Check-in: 6 posições
- Raio X para vistoria de bagagem de mão e passageiros.
- Área de embarque e desembarque